# Enzo Pierini
Enzo Pierini (...) è un ex bobbista italiano.

## Biografia
Vinse la medaglia d'argento ai Campionati europei di bob 1965 a Cortina d'Ampezzo in coppia con Remo Mosa.
Ai Campionati italiani di bob vinse due medaglie di bronzo: con il bob a quattro nel 1964 a Cortina d'Ampezzo e con il bob a due nel 1967 a Cervinia in coppia con Remo Mosa.